# 卡西欧EXILIM Pro EX-F1
EXILIM PRO EX-F1是卡西欧公司于2008年3月推出的一款数码相机，属于桥式相机定位。F1最大特点在于高速拍摄，最高可按照60fps的速率记录静止画面；在录像模式下，最高可以记录1200fps影像。
高速拍摄特性，也引起了关于摄影中『决定性瞬间』抓取的重新讨论；而面向民用的价格定位，使得其在大众化的理科教育领域受到欢迎，不少使用F1进行拍摄的实验视频进行了展示；同时也在运动科学辅助方面展现出潜力。卡西欧也在后续的一些机型，例如ZR产品上保留了高速拍摄的特性。

## 概述
卡西欧公司在2002年，将旗下数码相机统归到EXILIM品牌；而其中又安排了面向准专业用户的桥式相机系列，EXILIM Pro。在EX-F1之前，发布的EXILIM Pro机型有如下几款：
- EXILIM Pro EX-P600 （2004）[6]
- EXILIM Pro EX-P700 （2004）[7]
- EXILIM Pro EX-P505 （2005）[8]

F1的基础硬件指标方面，配置等效36～432mm焦距（12倍变焦）镜头，采用1/1.8英寸CMOS传感器，具备600万像素，在同时期机型中属于相对保守的参数。镜头为等效36-432mm，12倍变焦。后背有一块2.8英寸液晶屏幕，具备一块0.2英寸的电子取景器。值得注意的是，这款机型的内置闪光灯上还额外配置了LED常亮灯，用于视频补光使用，也是同期机型没有的。
DPReview等多数摄影类媒体猜测其使用的是索尼半导体的IMX017CQE传感器，该传感器发布于2007年初，具有对应的高速性能；而根据日经技术的拆解，表明EX-F1的PCB板同时具有卡西欧的R8J302458G与索尼的CXD4109AGG共两块图像处理芯片，同时板载512MB DDR2缓存。
其上最大的进化在于高速拍摄能力，相比同时代产品在3～5fps的连拍，一下子提升到60fps(全600万像素输出)的拍摄；加上1200fps的视频记录（分辨率336×96，回放时为慢动作），对于瞬间捕捉增加了很多乐趣，也是日后卡西欧相机高速化的开端。
2009年，卡西欧为F1推出了联机进行控制拍摄的程序。
卡西欧之后并未继续推出 EXILIM Pro 产品，而将高速拍摄能力融入了新开设的 High Speed EXILIM 系列，包含了ZR系与单独的EX-10、EX-100产品；以及推出专门针对高尔夫运动的EX-FC500S、EX-SA10等产品。

## 影响与讨论
『决定性瞬间』是由著名摄影师布列松提出的理论（最早见于1952年其著作Images à la Sauvette），其也在自己的摄影生涯中不断实践。
然而这类高速拍摄型相机的出现，特别是面向民用的定位，使得普通爱好者的摄影实践可以通过连续拍摄，来捕捉自己都未曾察觉的瞬间。于是就与传统上“观察-拍摄”产生了冲突，而引发了讨论与思考。
另外一方面，通常在科研专用的机型才有的高速拍摄功能，也可以在降低分辨率的条件下以F1实现1200fps的视频拍摄，可以揭示一些肉眼难以观察的变化，从而在科研与大众教育领域受到一定程度欢迎。
在之后的市场环境下，高速拍摄也逐渐成为争夺的卖点。例如松下公司在自己的机型上配置了4K Photo功能，调用视频功能，以30FPS的速率拍摄4k分辨率的静止图像；苹果公司于2014年发布的iPhone 6，也配置了240fps采样的慢动作视频采集能力。